# Sphenopsis
Sphenopsis es un género de aves paseriformes de la familia Thraupidae que agrupa a cuatro especies nativas de América del Sur, donde se distribuyen a lo largo de los Andes desde el noroeste de Venezuela hasta el sur de Perú y hacia el este hasta las montañas costeras del norte de Venezuela. Estas especies pertenecían al género Hemispingus hasta el año 2016, cuando fueron separadas en el presente género. A sus miembros se les conoce por el nombre común de hemispingos.

## Etimología
El nombre genérico femenino «Sphenopsis» se compone de las palabras griegas «sphēn»: cuña, y «opsis»: apariencia.

## Características
Las aves de este género son tráupidos medianos, midiendo entre 14 y 14,5 cm de longitud. A pesar de las significativas diferencias de plumaje entre S. frontalis (casi enteramente oliváceo) y las otras tres especies, son históricamente reconocidas como especies hermanas. Habitan en el estrato bajo y en los bordes de selvas montanas en altitudes entre 1400 y 2500 m. Regularmente se juntan a bandadas mixtas.

## Taxonomía
Las especies que integran el presente género: S. frontalis y S. melanotis (incluyendo S. ochracea y S. piurae) fueron tradicionalmente incluidas en el género Hemispingus, hasta que en los años 2010, publicaciones de filogenias completas de grandes conjuntos de especies de la familia Thraupidae basadas en muestreos genéticos, permitieron comprobar que formaban un clado separado del género que integraban, por lo que se sugirió la resurrección del género Sphenopsis, hasta entonces considerado un sinónimo de Hemispingus. Las relaciones con otros géneros son complejas, pero Sphenopsis está hermanado con Thlypopsis, y el par formado por ambos está próximo a dos clados, uno formado por el género Kleinothraupis, y el otro por Castanozoster, Donacospiza, Cypsnagra, Poospizopsis, Urothraupis, Nephelornis y Microspingus, todos en una subfamilia Poospizinae. El reconocimiento del género resucitado y la inclusión de las dos especies fue aprobado en la Propuesta N° 730.10 al Comité de Clasificación de Sudamérica (SACC).
Las especies S. ochraceus y S. piurae, ambas nativas de la pendiente occidental de los Andes, tratadas históricamente como subespecies de S. melanotis, son reconocidas como especies separadas por diversos autores y clasificaciones, no así por Clements Checklist/eBird que continúa a tratarlas como las subespecies S. melanotis ochracea y S. melanotis piurae.

## Lista de especies
Según las clasificaciones del Congreso Ornitológico Internacional (IOC) y Clements Checklist/eBird v.2019, el género agrupa a las siguientes especies con el respectivo nombre popular de acuerdo con la Sociedad Española de Ornitología (SEO):
| Imagen | Nombre científico               | Autor                           | Nombre común          | EC (*) |
| ------ | ------------------------------- | ------------------------------- | --------------------- | ------ |
|        | Sphenopsis frontalis            | (Tschudi), 1844                 | hemispingo oleaginoso | LC     |
|        | Sphenopsis melanotis            | (P.L. Sclater), 1855            | hemispingo orejinegro | LC     |
|        | Sphenopsis (melanotis) ochracea | (Berlepsch & Taczanowski), 1884 | hemispingo ocráceo    | LC     |
|        | Sphenopsis (melanotis) piurae   | (Chapman), 1923                 | hemispingo de Piura   | LC     |

(*) Estado de conservación